# فیلیپو فالکو
فیلیپو فالکو (انگلیسی: Filippo Falco؛ زادهٔ ۱۱ فوریهٔ ۱۹۹۲) بازیکن فوتبال اهل ایتالیا است.
از باشگاه‌هایی که در آن بازی کرده‌است می‌توان به باشگاه فوتبال رجینا، باشگاه فوتبال پروجا، باشگاه فوتبال تراپانی، باشگاه فوتبال لچه، باشگاه فوتبال بولونیا، باشگاه فوتبال دلفینو پسکارا، باشگاه فوتبال چزنا، و باشگاه فوتبال یووه استابیا اشاره کرد.
وی همچنین در تیم ملی فوتبال زیر ۲۰ سال ایتالیا بازی کرده‌است.